# Randy Wells
Randy David Wells (né le 28 août 1982 à Belleville.Illinois, États-Unis) est un lanceur droitier des Rangers du Texas de la Ligue majeure de baseball.

## Biographie
Étudiant au Southwestern Illinois College, Randy Wells est drafté le 4 juin 2002, par les Cubs de Chicago. Il avait repoussé un an plus tôt une offre des Mets de New York.
Encore joueur de Ligues mineures, il est transféré chez les Blue Jays de Toronto le 6 décembre 2007. Il débute en Ligue majeure le 5 avril 2008 sous les couleurs des Blue Jays avant de revenir chez les Cubs le 16 avril 2008.
À sa saison recrue en 2009, il effectue 27 départs et remporte 12 victoires et affiche une moyenne de points mérités de 3,05.
En 2010, sa fiche victoires-défaites est de 8-14 avec une moyenne de points mérités de 4,26 en 32 départs.
Blessé à l'avant-bras après son premier départ de la saison 2011, il revient au jeu dans les derniers jours de mai et amorce finalement 23 parties pour Chicago durant l'année. Le 29 août face aux Giants de San Francisco, il lance son premier match complet et son premier blanchissage en carrière. Il complète la campagne avec 7 gains, 8 revers et une moyenne de points mérités de 4,99. Wells apparaît dans 12 parties des Cubs en 2012 et affiche une moyenne de 5,34 en 28 manches et deux tiers lancées, avec une victoire et deux défaites. Huit de ses douze présences sont comme releveur. Il subit une opération à l'épaule en juillet.
Le 6 décembre 2012, Wells signe un contrat des ligues mineures avec les Rangers du Texas.

## Statistiques
| Saison | Équipe       | G  | GS | CG | SHO | V  | D  | SV | IP    | SO  | ERA  |
| ------ | ------------ | -- | -- | -- | --- | -- | -- | -- | ----- | --- | ---- |
| 2008   | Toronto      | 1  | 0  | 0  | 0   | 0  | 0  | 0  | 1.0   | 0   | 0,00 |
| 2008   | Chicago Cubs | 3  | 0  | 0  | 0   | 0  | 0  | 0  | 4.1   | 1   | 0,00 |
| 2009   | Chicago Cubs | 27 | 27 | 0  | 0   | 12 | 10 | 0  | 165.1 | 104 | 3,05 |
| 2010   | Chicago Cubs | 32 | 32 | 0  | 0   | 8  | 14 | 0  | 194.1 | 144 | 4,26 |
| Totaux | Totaux       | 63 | 59 | 0  | 0   | 20 | 24 | 0  | 365.0 | 249 | 3,65 |

Note: G = Matches joués ; GS = Matches comme lanceur partant ; CG = Matches complets ; SHO = Blanchissages ; 
V = Victoires ; D = Défaites ; SV = Sauvetages ; IP = Manches lancées ; SO = retraits sur des prises ; ERA = Moyenne de points mérités.